# Eugen Wagner (Bildhauer)

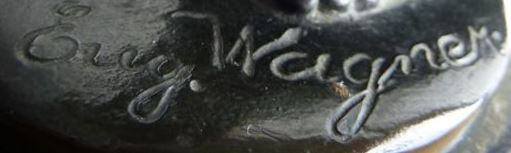
Eine Signatur Eugen Wagners

Eugen Ferdinand Wagner (* 11. April 1870 in Berlin; † 18. April 1942 ebenda) war ein deutscher Bildhauer.

## Leben
Wagner studierte an der Dresdner Akademie. Er war Mitglied der Allgemeinen Deutschen Kunstgenossenschaft, des Reichsverbandes Bildender Künstler Deutschlands in Berlin und der Münchener Secession.
Er war vor allem bekannt für seine Genrefiguren aus Bronze, Porzellan (Schwarzburger Werkstätten), Alabaster, Marmor und Elfenbein. Wagners Bronzen wurden vielfach von der Berliner Bildgießerei Gladenbeck handwerklich umgesetzt. Seine Arbeiten stellte er unter anderem in Berlin, München und Düsseldorf aus. Zudem entwarf er Reklame und Schaufensterdekorationen.
Wagner starb 1942 wenige Tage nach seinem 72. Geburtstag in seiner Wohnung in Berlin-Tempelhof. 1894 hatte er in Dortmund Henriette Maria Theißen geheiratet.

## Werke (Auswahl)
Arbeiten Wagners trugen Titel wie:
- Nixlein (Bronze), ausgestellt im Wallraf-Richartz-Museum, Köln
- Mädchen mit Hund
- Nonchalance, um 1910
- Junge mit Buch und Spielzeugpferd
- Nach dem Bade
- Die Trinkende
- Mädchen im Pelzmantel
- Mutterschaft
- Diana
- Salome, 1900
- Stehendes unbekleidetes Mädchen mit Frosch, 1919
- Stehender Frauenakt, 1910
- Stehender Frauenakt mit Schmetterling
- Tänzerin, 1910
- Schreitende Raubkatze